# Matteo Renzi
Matteo Renzi (tiếng Ý phát âm: [mattɛo rɛntsi]; sinh ngày 11 tháng 1 năm 1975) là một chính trị gia người Ý. Ông là Thị trưởng thành phố Firenze từ năm 2009 và bí thư của Đảng Dân chủ kể từ năm 2013. Ông đã từng là Chủ tịch tỉnh Firenze giai đoạn 2004-2009. Ngày 17 tháng 2 năm 2014, Tổng thống Giorgio Napolitano yêu cầu ông thành lập chính phủ mới.
Ông nhậm chức thủ tướng Ý ngày 22/2/2014.
Renzi tuyên bố từ chức Thủ tướng vào ngày 05 tháng 12 năm 2016 sau thất bại trong cuộc trưng cầu dân ý hiến pháp Italia năm 2016. Ông ta theo dự kiến sẽ vẫn là người lãnh đạo của Đảng Dân chủ Ý. Tổng thống Ý Sergio Mattarella cùng ngày đã yêu cầu ông ở lại cho tới khi ngân sách quốc gia Ý 2017 được quốc hội thông qua, hạn chót là cuối tháng 12.

## Tiểu sử
Renzi sinh ra tại Firenze vào năm 1975. Ông đã tốt nghiệp ngành luật tại Đại học Firenze. Ông gia nhập Đảng Nhân dân Ý vào năm 1996, và trở thành bí thư tỉnh vào năm 1999. Ông được bầu làm chủ tịch tỉnh Firenze tháng 6 năm 2004 với 59% phiếu bầu, với tư cách là ứng viên liên minh trung tả.
Sau năm năm làm chủ tịch tỉnh Firenze, Renzi tuyên bố rằng ông sẽ chạy đua tranh cử chức thị trưởng thành phố Firenze. Ngày 9 tháng 6 năm 2009, Renzi, lúc đó là một đảng viên viên của Đảng Dân chủ, đã giành chiến thắng trong cuộc bầu cử chức thị trưởng Firenze với 48% phiếu bầu so với đối thủ là 32% phiếu bầu.

### Il Rottamatore
Matteo Renzi tự gọi mình là „rottamatore" (tiếng Ý từ động từ rottamare: „phế thải", „đổi những cái xưa cũ"). Cái tên này ông có được, vì ý định muốn thay thế cả giới chính trị gia già nua, mà bị đa số dân chúng Ý cho là tham nhũng, vô dụng. Việc ông sẽ trở thành thủ tướng Ý được nhiều người quan sát cho rằng đây là một việc thay đổi thế hệ rất cần thiết cho nước Ý. Hiện tại trong số những chính trị gia Ý ông được ưa chuộng nhất. Ông tự cho mình là có nhiều hoài bão, tuy nhiên cũng được xem là một lãnh tụ ôn hòa, phía giữa, công giáo và coi trọng phần nào truyền thống

### Thủ tướng Ý
Matteo Renzi nhậm chức thủ tướng Ý ngày 22/2/2014.

Nội các của ông có nhiều điểm đặc biệt về thống kê:

Renzi là một thủ tướng trẻ nhất nước Ý và cả Liên hiệp Âu châu. Phân nửa nội các của ông là phụ nữ (8 trong số 16 là bộ trưởng nữ), Ngoại trưởng Ý Federica Mogherini, 40 tuổi, là ngoại trưởng Ý trẻ nhất từ trước tới giờ. 
Nội các này tính tuổi trung bình 47,8 cũng chiếm kỷ lục Ý.
Renzi tuyên bố từ chức Thủ tướng vào ngày 05 tháng 12 năm 2016 sau thất bại trong cuộc trưng cầu dân ý hiến pháp Italia năm 2016. Ông ta theo dự kiến sẽ vẫn là người lãnh đạo của Đảng Dân chủ Ý.